# Kovács Miklós (labdarúgó)
Kovács Miklós (Ekés, 1911. december 29. – Temesvár, 1977. július 7.) román és magyar válogatott labdarúgó, csatár. Testvére Kovács István, labdarúgó, edző. A sportsajtóban Kovács I néven volt ismert. 2006-ban a Román Televízió A 100 legnagyobb román című műsorában a nézők szavazatai alapján a 96. helyre sorolták.

## Pályafutása

### A válogatottban
1929 és 1938 között 37 alkalommal szerepelt a román válogatottban és 6 gólt szerzett. Három világbajnokságon vett részt. 1941-ben egy alkalommal a magyar válogatottban is játszott és egy gólt szerzett.

## Sikerei, díjai
- Román bajnokság
  - bajnok: 1935–36
  - 2.: 1932–33, 1934–35
  - 3.: 1933–34

## Statisztika

### Mérkőzései a román válogatottban
| Románia | Románia              | Románia                         | Románia                | Románia  | Románia                | Románia              | Románia | Románia |
| #       | Dátum                | Helyszín                        | Hazai                  | Eredmény | Vendég                 | Kiírás               | Gólok   | Esemény |
| ------- | -------------------- | ------------------------------- | ---------------------- | -------- | ---------------------- | -------------------- | ------- | ------- |
| 1.      | 1929. szeptember 15. | Szófia                          | Bulgária               | 2 – 3    | Románia                | barátságos           | 1       | 60' 65' |
| 2.      | 1929. október 6.     | Bukarest                        | Románia                | 2 – 1    | Jugoszlávia            | Balkán-kupa          | -       |         |
| 3.      | 1930. május 25.      | Bukarest                        | Románia                | 8 – 1    | Görögország            | Balkán-kupa          | -       |         |
| 4.      | 1930. július 14.     | Montevideo (URU)                | Románia                | 3 – 1    | Peru                   | vb-csoportkör        | 1       | 85'     |
| 5.      | 1930. július 21.     | Montevideo                      | Uruguay                | 4 – 0    | Románia                | vb-csoportkör        | -       |         |
| 6.      | 1930. október 12.    | Szófia                          | Bulgária               | 5 – 3    | Románia                | Balkán-kupa          | -       |         |
| 7.      | 1931. június 28.     | Zágráb                          | Jugoszlávia            | 2 – 4    | Románia                | Balkán-kupa          | 1       | 50'     |
| 8.      | 1931. augusztus 23.  | Varsó                           | Lengyelország          | 2 – 3    | Románia                | barátságos           | -       |         |
| 9.      | 1931. augusztus 26.  | Kaunas                          | Litvánia               | 2 – 4    | Románia                | barátságos           | -       |         |
| 10.     | 1931. szeptember 20. | Nagyvárad                       | Románia                | 4 – 0    | Csehszlovákia (amatőr) | Európa-kupa (amatőr) | -       |         |
| 11.     | 1931. október 4.     | Budapest, Hungária körúti pálya | Magyarország (amatőr)  | 4 – 0    | Románia                | Európa-kupa (amatőr) | -       |         |
| 12.     | 1931. november 29.   | Athén                           | Görögország            | 2 – 4    | Románia                | Balkán-kupa          | -       |         |
| 13.     | 1932. május 8.       | Bukarest                        | Románia                | 4 – 1    | Ausztria (amatőr)      | Európa-kupa (amatőr) | 1       | 35'     |
| 14.     | 1932. július 3.      | Belgrád                         | Jugoszlávia            | 3 – 1    | Románia                | Balkán-kupa          | 1       | 36'     |
| 15.     | 1932. október 2.     | Bukarest                        | Románia                | 0 – 5    | Lengyelország          | barátságos           | -       |         |
| 16.     | 1932. október 16.    | Linz                            | Ausztria (amatőr)      | 0 – 1    | Románia                | Európa-kupa (amatőr) | -       |         |
| 17.     | 1933. június 11.     | Bukarest                        | Románia                | 5 – 0    | Jugoszlávia            | Balkán-kupa          | -       |         |
| 18.     | 1933. szeptember 24. | Bukarest                        | Románia                | 5 – 1    | Magyarország (amatőr)  | Európa-kupa (amatőr) | -       |         |
| 19.     | 1934. március 25.    | Pardubice                       | Csehszlovákia (amatőr) | 2 – 2    | Románia                | Európa-kupa (amatőr) | 1       | 28'     |
| 20.     | 1934. április 29.    | Bukarest                        | Románia                | 2 – 1    | Jugoszlávia            | vb-selejtező         | -       |         |
| 21.     | 1934. május 27.      | Trieszt, Littorio Stadion (ITA) | Csehszlovákia          | 2 – 1    | Románia                | vb-nyolcaddöntő      | -       |         |
| 22.     | 1934. október 14.    | Lwów                            | Lengyelország          | 3 – 3    | Románia                | barátságos           | -       |         |
| 23.     | 1934. december 27.   | Athén (GRE)                     | Görögország            | 2 – 2    | Románia                | Balkán-kupa          | -       |         |
| 24.     | 1934. december 30.   | Athén (GRE)                     | Románia                | 3 – 2    | Bulgária               | Balkán-kupa          | -       |         |
| 25.     | 1935. január 1.      | Athén (GRE)                     | Jugoszlávia            | 4 – 0    | Románia                | Balkán-kupa          | -       |         |
| 26.     | 1935. június 17.     | Szófia, Junak Stadion (BUL)     | Jugoszlávia            | 2 – 0    | Románia                | Balkán-kupa          | -       |         |
| 27.     | 1935. június 19.     | Szófia                          | Bulgária               | 4 – 0    | Románia                | Balkán-kupa          | -       |         |
| 28.     | 1935. június 24.     | Szófia (BUL)                    | Románia                | 2 – 2    | Görögország            | Balkán-kupa          | -       |         |
| 29.     | 1937. április 18.    | Bukarest                        | Románia                | 1 – 1    | Csehszlovákia          | Eduard Benes kupa    | -       |         |
| 30.     | 1937. június 10.     | Bukarest                        | Románia                | 2 – 1    | Belgium                | barátságos           | -       |         |
| 31.     | 1937. június 27.     | Bukarest                        | Románia                | 2 – 2    | Svédország             | barátságos           | -       |         |
| 32.     | 1937. július 5.      | Łódź                            | Lengyelország          | 2 – 4    | Románia                | barátságos           | -       |         |
| 33.     | 1937. július 8.      | Kaunas                          | Litvánia               | 0 – 2    | Románia                | barátságos           | -       | 46'     |
| 34.     | 1937. július 12.     | Riga                            | Lettország             | 0 – 0    | Románia                | barátságos           | -       |         |
| 35.     | 1937. július 14.     | Tallinn                         | Észtország             | 2 – 1    | Románia                | barátságos           | -       |         |
| 36.     | 1938. május 8.       | Bukarest                        | Románia                | 0 – 1    | Jugoszlávia            | Eduard Benes kupa    | -       |         |
| 37.     | 1938. június 5.      | Toulouse (FRA)                  | Kuba                   | 3 – 3    | Románia                | vb-nyolcaddöntő      | -       |         |
|         | Összesen             |                                 |                        | 37       | mérkőzés               |                      | 6       | gól     |

### Mérkőzése a magyar válogatottban
| Magyarország | Magyarország       | Magyarország             | Magyarország | Magyarország | Magyarország | Magyarország | Magyarország | Magyarország |
| #            | Dátum              | Helyszín                 | Hazai        | Eredmény     | Vendég       | Kiírás       | Gólok        | Esemény      |
| ------------ | ------------------ | ------------------------ | ------------ | ------------ | ------------ | ------------ | ------------ | ------------ |
| 1.           | 1941. november 16. | Zürich, Hardturm stadion | Svájc        | 1 – 2        | Magyarország | barátságos   | 1            | 45'          |
|              | Összesen           |                          |              | 1            | mérkőzés     |              | 1            | gól          |